# Mort de Babacar Gueye
Pour les articles homonymes, voir Babacar Gueye et Gueye.
L'affaire Babacar Gueye concerne le meurtre, dans la nuit du 2 au 3 décembre 2015 à Rennes, d'un  jeune Sénégalais, tué de cinq balles par des policiers de la BAC. Il traversait ce soir là une crise de délire, se mutilant le ventre avec un couteau. Les policiers le décrivent alors comme menaçant ce que nie l'ami chez qui il était ce soir là. Sa mort déclenche à Rennes un mouvement de soutien et de dénonciation des violences policières.
Le procureur et l'IGPN concluent rapidement à la légitime défense, mais une information judiciaire pour « homicide involontaire par personne dépositaire de l'autorité publique » est ouverte en 2017 et fermée le 30 novembre 2020. Le parquet demande un non-lieu en février 2021, mais le juge d'instruction accepte ensuite la réouverture de l'enquête à la demande de la famille. Une ordonnance de non-lieu en faveur du policier est rendue en mai 2023, après sept ans et demi d’instruction judiciaire, la légitime défense étant retenue par le juge, la famille de la victime fait appel.

## Victime
Babacar Gueye nait le 6 avril 1988 à Pikine et passe son enfance à Dakar avec ses huit frères et sœurs. Il quitte son pays en 2012 et passe par la Mauritanie, le Maroc et l’Espagne pour rejoindre à Rennes en septembre 2014 sa sœur Awa, de 12 ans son ainée, arrivée en 2013,. Il est sans papier, en attente d'un titre de séjour dont il a fait la demande. Selon sa sœur, il s'était intégré à la communauté sénégalaise de Rennes: « il apprenait le français et la couture, faisait du sport, donnait des cours de danse africaine ». Dans un de ses derniers exercices d’écriture il écrit:

« Je suis né il y a 27 ans dans un pays merveilleux. Pour venir ici, j’ai voyagé longtemps. À pieds, en charrette, en voiture, en bateau. J’ai dû me débrouiller, c’était dur, mais je suis resté courageux. Et me voilà ici. »

Babacar Gueye est enterré à Dakar.

## Circonstances de la mort
Selon l'ami chez qui il a passé sa dernière soirée dans un immeuble rue Guy-Ropartz, dans le quartier de Maurepas, Babacar Gueye souffrait d'hallucinations depuis deux semaines. Vers 4 heures du matin le 3 décembre 2015, il se met à chanter en wolof dans la cuisine et à pousser des cris. Il danse et exécute des gestes d’automutilation rituels Baye Fall. Son ami appelle les pompiers, mais ce sont huit policiers – dont quatre de la brigade anti-criminalité – qui arrivent, lourdement armés.
Selon les policiers, Boubacar Gueye est agressif et les menace d'un couteau (il s'agit d'un couteau de table, à steack ou à pain selon les sources). Un policier utilise son taser, mais manque sa cible (sa cartouche est alors défaillante, selon l’expertise ultérieure). Deux policiers font usage de leur matraques télescopiques. Babacar Gueye sort de l'appartement. Son ami le décrit comme « effrayé et effrayant, mais pas menaçant » mais les policiers sont, selon lui, « paniqués », « s’ils l’avaient voulu, ils auraient pu le désarmer ». Babacar poursuit les policiers dans la cage d'escalier; l'un d'eux tire une première balle dans le torse de la victime entre le 7e et le 8e étage, puis 4 autres au 9e et dernier étage, se trouvant selon son avocat, « acculé, sans moyen de se protéger ». Babacar est encore vivant, menotté, quand le personnel médical arrive, mais il décède dans l’immeuble à 4 heures.
Le même jour, trois policiers, dont l’auteur des tirs, portent plainte contre Babacar Gueye à titre posthume pour tentative d’homicide,.

## Réactions
Deux cents personnes défilent le 12 décembre 2015, en mémoire du jeune Sénégalais. Le 7 décembre 2019, une  marche rassemble 400 à 500 personnes,, et une autre plus de mille personnes le 6 juin 2020 malgré l'interdiction de manifester de la préfecture, et la mobilisation se maintient chaque année.  
La famille reçoit le soutien de la sœur d'Adama Traoré et des proches d'Allan Lambin, décédé dans une cellule du commissariat de Saint-Malo en février 2020,. 
Selon Awa Gueye en 2019, « ils ont décidé de tuer Babacar parce qu'il est noir. S'il avait été blanc, ils l'auraient juste maîtrisé, parce qu'à huit policiers, c'est possible de maîtriser une personne qui est en train de se faire du mal. »

## Suites judiciaires
Une enquête est ouverte par le parquet pour « tentative de meurtre sur personnes dépositaires de l’autorité publique » est ouverte, mais en quelques mois, la police judiciaire et l'IPGN rendent leurs conclusions, défendant la thèse de la légitime défense. En juillet 2016, le parquet classe l’affaire sans suite.
La sœur de Babacar conteste la version des policiers, estimant que l’usage de la force a été disproportionné, et dépose plainte avec constitution de partie civile en janvier 2017. Elle obtient l’ouverture d’une information judiciaire pour « homicide involontaire par personne dépositaire de l’autorité publique »,. L’auteur du tir est placé sous le statut de témoin assisté en juin 2019.
Awa Gueye ne comprend pas comment Babacar aurait pu gravir un étage et demi après avoir reçu une première balle létale dans le torse, ni comment il aurait pu recevoir une balle dans la fesse alors que l'affrontement est décrit comme un face-à-face constant. Les trajectoires descendantes des dernières balles, selon l'expertise médico-légale et balistique du 21 janvier 2019, contredisent aussi la version du policier qui dit avoir attendu que la victime soit sur le même palier, « à quelques centimètres » de lui, pour l'achever. L'arme, détruite par erreur en juin 2018, n’a jamais été expertisée,.
Une reconstitution a lieu le 24 septembre 2020, cette fois ci en présence d'une vingtaine de personnes dont Awa Gueye, son avocate, les quatre fonctionnaires de la BAC présents le soir du drame, l'avocat de l'auteur du tir, et les voisins présents au moment des faits,. L'instruction est close peu après,.
Le 12 février 2021, le parquet de Rennes requiert un non-lieu,. La décision revient au juge d'instruction. Fin février 2021, la famille demande une nouvelle expertise, à laquelle la juge d'instruction fait droit. Le rapport de l’expertise est transmis au magistrat instructeur le 12 novembre 2021, six ans après la mort du jeune homme,.  L’avis de fin d’information est rendu par le juge d’instruction en juin 2022, et les réquisitions du parquet (renvoie devant juridiction ou nouveau non-lieu) sont attendues dans les trois mois. Comme en 2021, le parquet requiert un non-lieu en faveur du policier en juillet 2022,,,. L’ordonnance est rendue en mai 2023,,, la famille fait appel,. La décision est attendue le 6 juin.